# Mariazeller Wege
Die Mariazeller Wege (auch Pilgerwege nach Mariazell) sind ein sternförmiges Netz von Weitwanderwegen, welche die östlichen Bundesländer Österreichs mit dem Wallfahrtsort Mariazell verbinden. Sowohl die einzelnen Äste als auch das Gesamtsystem werden als Österreichischer Weitwanderweg 06 bezeichnet.
Startpunkte sind Klagenfurt, Eibiswald, Eisenstadt, Wien, der Nebelstein, der Pöstlingberg sowie Salzburg. Alle Wege enden in Mariazell, mit Ausnahme des Kärntner Weges – dieser endet in Eibiswald, wo der Steirische Weg anschließt.
Für die Durchwanderung der einzelnen, unterschiedlich langen Äste muss eine Gehzeit zwischen fünf Tagen (ab Wien) und zweieinhalb Wochen (ab Klagenfurt) veranschlagt werden.

## Verlauf der einzelnen Wege
Der Kärntner Mariazellerweg beginnt im Klagenfurter Bezirk Annabichl und führt über Maria Saal auf den Magdalensberg. Über Christofberg gelangt man nach Brückl, von wo nach Diex an den südlichen Ausläufern der Saualpe aufgestiegen wird. Über Griffen und Sankt Paul im Lavanttal kommen die Wallfahrer nach Lavamünd und schließlich hinauf in den bereits in der Steiermark liegenden Ort Soboth. Ab Eibiswald wird auf dem steirischen Ast weitergewandert.
Von Eibiswald wird auf dem Steirischen Mariazellerweg zuerst Schwanberg und über die Wolfgangikirche anschließend Deutschlandsberg erreicht. Über Bad Gams und die Stainzer Warte führt der Weg nach Stainz, anschließend werden die Orte Mooskirchen und Söding passiert, über den Buchkogel langt man in Graz-Eggenberg ein. Auf der anderen Seite der steirischen Landeshauptstadt findet die Markierung beim Hilmteich ihre Fortsetzung, über Maria Trost und St. Radegund der Schöckl erklommen. Es geht hinab nach Passail zur Sommeralm. Die Pässe Straßegg und Auf der Schanz leiten zur Stanglalpe. Nach der Durchquerung des Mürztals beginnt der lange Weg zur Rotsohlalm unter der Hohen Veitsch. Der Weg zieht weiter zum Niederalpl, von wo nach einer weiteren Halbtagswanderung Mariazell erreicht wird.

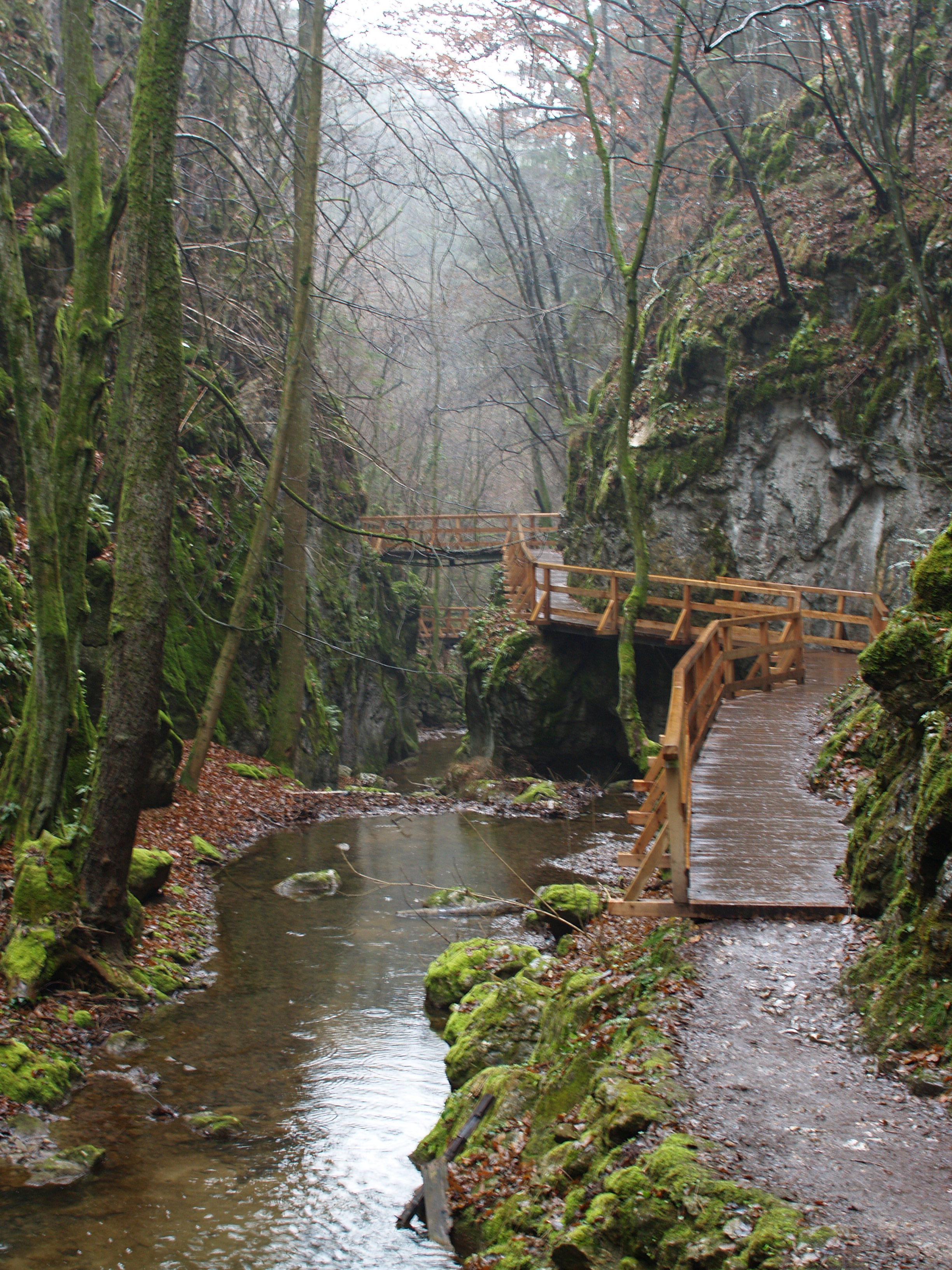
In der Johannesbachklamm (Burgenländischer Weg)

Der Burgenländische Mariazellerweg beginnt in Eisenstadt, von wo über Wiesen zur Burg Forchtenstein gewandert wird. Über den höchsten Punkt des Rosaliengebirges  erreicht man Pitten, durch die Johannesbachklamm Puchberg am Schneeberg. Nun nördlich des Schneebergs vorbei nach Schwarzau im Gebirge und über den Lahnsattel ins Halltal. Nach kurzem Aufstieg erreicht man Mariazell.
In Rodaun (bzw. alternativ in Perchtoldsdorf oder Mödling) nimmt der Wiener Mariazellerweg (auch Wiener Wallfahrerweg) seinen Ausgang. Durch den Wienerwald wandernd gelangt man zum Stift Heiligenkreuz und über Mayerling nach Hafnerberg und Klein-Mariazell. In Kaumberg beginnt der Aufstieg zur Enzianhütte auf dem Kieneck, von wo weiter zum Unterberg gewandert wird. Nun über Rohr im Gebirge zur Kalten Kuchl und weiter nach St. Aegyd am Neuwalde. Vom Kernhofer Gschaid führt der Weg über den Krumbachsattel in das Tal der Walster, von wo auf den letzten Kilometern zwei Routen ins Zentrum von Mariazell zur Verfügung stehen.
Der erste Abschnitt des Niederösterreichischen Mariazellerwegs führt vom Nebelstein ostwärts über Schloss Rosenau nach Zwettl. Dem Kamptal folgend wandert man am Stausee Ottenstein vorbei nach Rosenburg, wo der Weg nach Süden dreht. Man erreicht Stein an der Donau, übersetzt diese und durchquert den Dunkelsteinerwald, um nach St. Pölten zu gelangen. Von Wilhelmsburg wird zur Kaiserkogelhütte aufgestiegen und über den Hohenstein nach Türnitz gelangt. Für die letzte Etappe nach Mariazell stehen zwei Varianten zur Verfügung, eine verläuft über den Tirolerkogel, die andere talnahe durch den Ort Ulreichsberg.
Von der Pöstlingbergkirche durchquert der Oberösterreichische Mariazellerweg zuerst die Innenstadt von Linz, um die Pilger über das Stift Sankt Florian nach Steyr zu führen. Auf dem Damberg beginnt eine Höhenwanderung, die erst nach Maria Neustift und weiter nach Waidhofen an der Ybbs verläuft. Über Ybbsitz werden Maria Seesal und Lunz am See erreicht. Von Lackenhof gelangt man über den Riffelsattel in die Ötschergräben, die bis zur Jausenstation Ötscherhias durchwandert werden. Vorbei am Erlaufstausee wird Mitterbach erreicht, über Sankt Sebastian kommen die Pilger nach Mariazell.

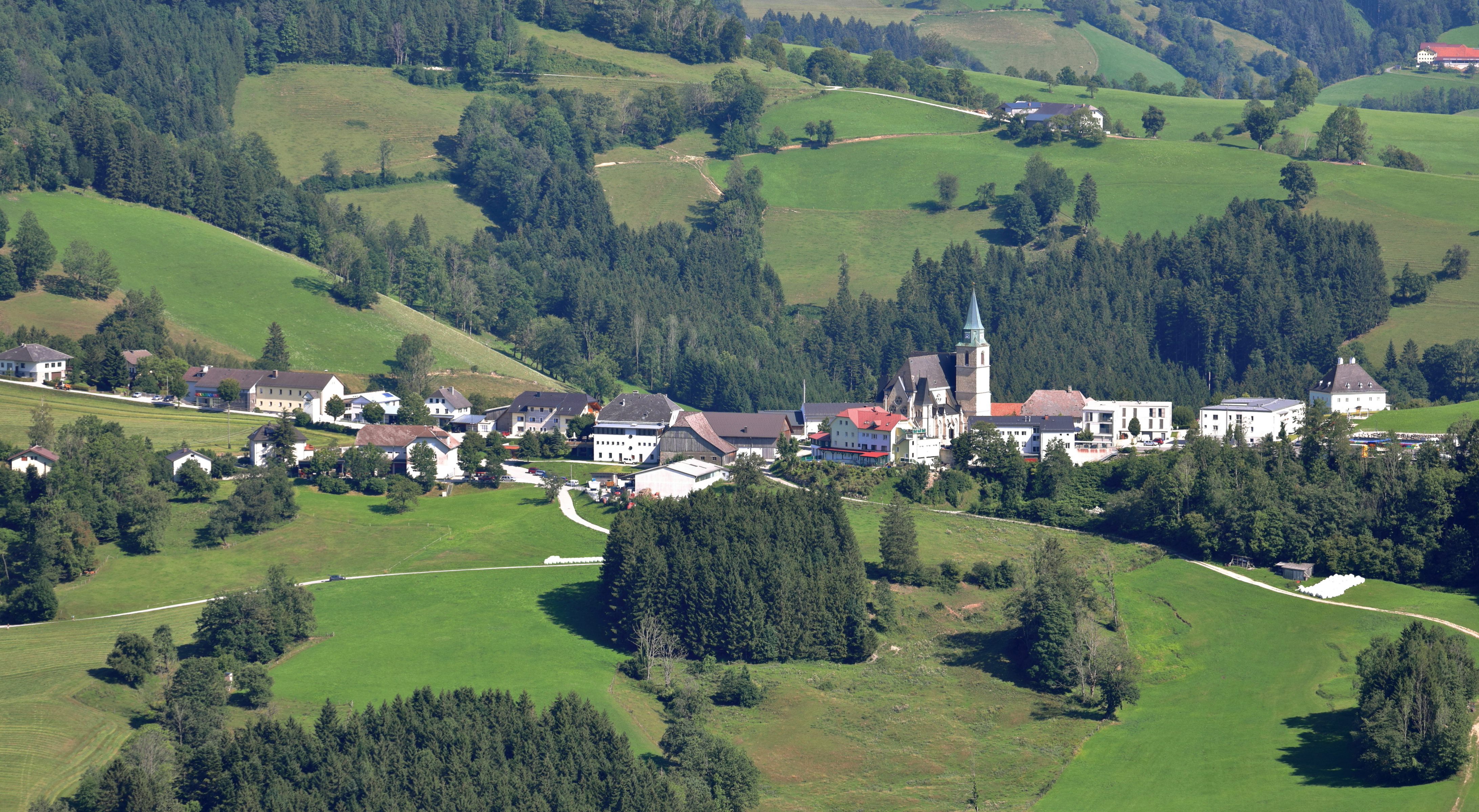
Maria Neustift (Salzburger und Oberösterreichischer Weg)

Der Salzburger Mariazellerweg ist der jüngste Ast des Weitwanderwegs 06. Von Salzburg ausgehend wird der Gaisberg bestiegen. Über Faistenau wird Fuschl und Sankt Gilgen erreicht. Südlich des Höllengebirges wandert man via St. Wolfgang im Salzkammergut nach Bad Ischl und Ebensee. Von Steyrling weiter zur Grünburger Hütte und nach Ternberg. Vor Maria Neustift trifft man auf den Oberösterreichischen Weg, dessen Route den weiteren Weg nach Mariazell vorgibt.

## Markierung

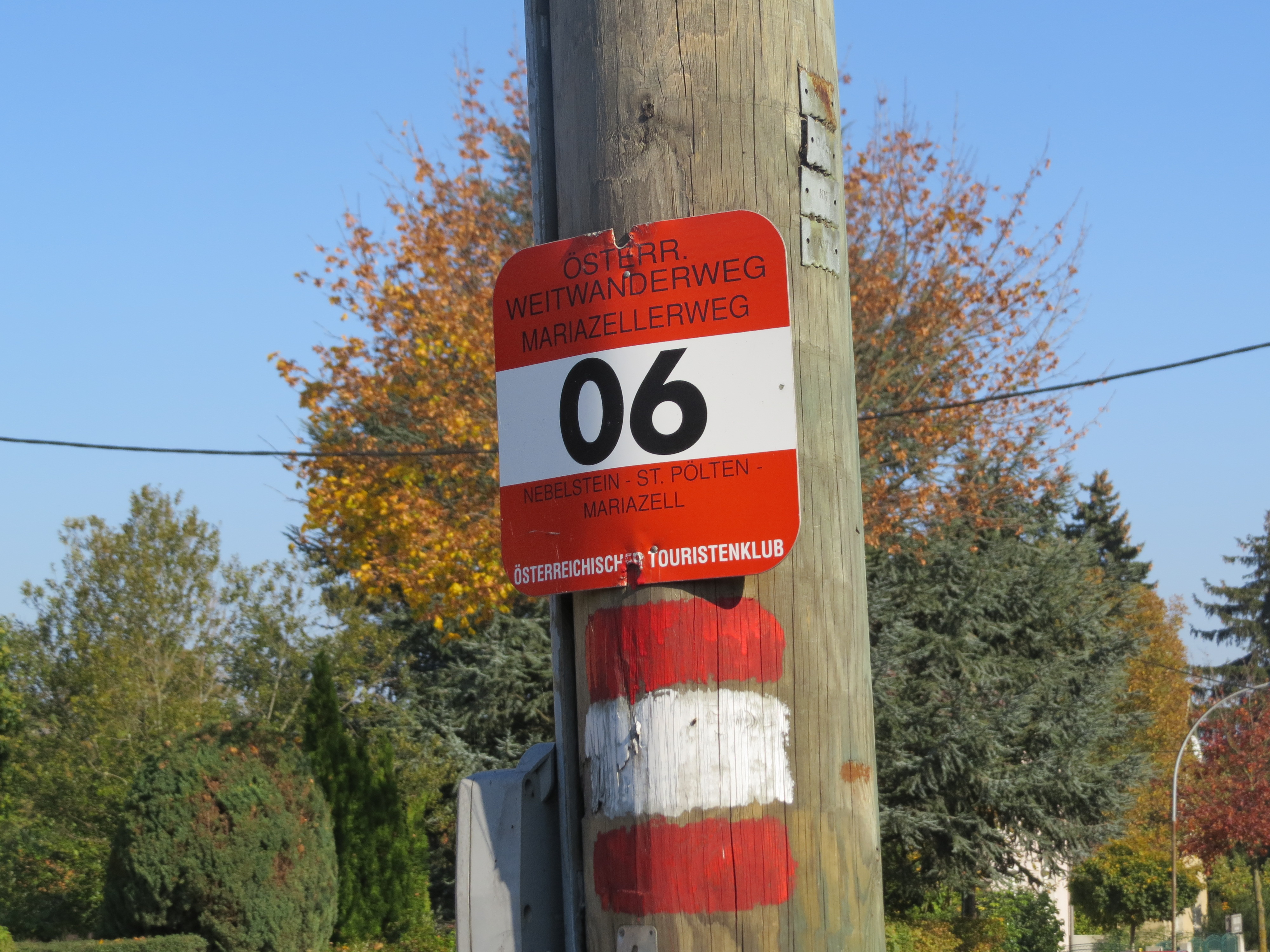
Markierungstafel am Niederösterreichischen Mariazellerweg 06

Der Weg ist mit rot-weiß-roten Farbzeichen und Markierungstafeln mit der Wegnummer 06 markiert. Der Verlauf des Weitwanderwegs 06 wird durch die österreichischen alpinen Vereine festgelegt, Ansprechpartner und Auskunftsstelle ist die Sektion Weitwanderer des Österreichischen Alpenvereins. Nach Durchwanderung eines oder mehrerer Äste der Mariazeller Wege kann dort ein Abzeichen angefordert werden.

## Weitere Wander- und Pilgerwege nach Mariazell
Regional sowie international gibt es zahlreiche weitere Wanderwege, die nach Mariazell führen, z. B. die Via Sacra, der Mariazeller Gründerweg, der Pielachtaler Pilgerweg oder der aus Rumänien kommende Mária Út. Diese verlaufen zwar mancherorts auf derselben Route, gelten jedoch nicht als Teil des Österreichischen Weitwanderwegs 06.